# شريحة في السكر
شريحة في السكر هو مونولوج درامي كتبه آلان بينيت عام 1987 للتلفزيون، كجزء من سلسلة Talking Heads لهيئة الإذاعة البريطانية. أصبح المسلسل منتشر جدًا، وانتقل إلى راديو بي بي سي والمسرح الدولي، أصبح من أكثر إصدارات الكتب الصوتية مبيعًا على الإطلاق وتم تضمينه كجزء من منهج المستوى A والإنجليزية. كانت الحلقة الأولى من السلسلة الأولى من Talking Heads والحلقة الوحيدة التي ظهر فيها آلان بينيت كممثل.

## القصة
غراهام ويتاكر في منتصف العمر، مثلي جنسي مكبوت وله تاريخ من مشاكل الصحة العقلية، يجد الحياة معقدة مثل والدته أو «مام»، فيرا ويتاكر، التي لا يزال يعيش معها، يجتمع مرة أخرى مع صاحبة مشكلة قديمة تدعى فرانك تورنبول. يصبح غراهام منزعجًا بشكل متزايد عندما تتعارض آرائه الصريحة واليمينية مع ليبرالية غراهام المشوشة، أصبح ذو تأثيرًا كبيرًا على ڨيرا، حيث أخذها إلى مقهى «عام» حيث يلاحظ غراهام وجود رقاقة في وعاء السكر. بعد مدة قصيرة من الخطوبة، يقترح فرانك على فيرا أن ينتقل جراهام من منزل طفولته إلى نُزُل. فرانك يخفي سرًا: إنه متزوج بالفعل، وعلى الرغم من هذا، قد اقترح بالفعل على العديد من النساء قبل فيرا. عندما يكتشف غراهام ذلك، يشعر بارتياح كبير ويواجه والدته بالمعلومات المؤكدة. تدمرت آمالها في السعادة، ولكن تمت استعادة «الحياة الطبيعية» الآمنة والعفيفة في وجود جراهام ووالدته.

## استقبال
أشاد الكثيرون بتصوير بينيت لشخصية جراهام. لأدائه في الحلقة، حصل بينيت على ترشيح لأفضل ممثل في حفل توزيع جوائز الأكاديمية البريطانية لفنون السينما والتلفزيون لعام 1989.

## روابط خارجية
- Episode details